# Leptogamasus
Leptogamasus es un género de ácaros perteneciente a la familia Parasitidae.

## Especies
- Leptogamasus doinae Juvara-Bals, 1981
- Leptogamasus margaretae Juvara-Bals, 1981
- Leptogamasus motrensis Juvara-Bals, 1981
- Leptogamasus oblitterus Witalinski, 1978
- Leptogamasus orghidani Juvara-Bals, 1981
- Leptogamasus paracarpaticus Juvara-Bals, 1981
- Leptogamasus parvulus (Berlese, 1903)
- Leptogamasus semisicatus (Athias, 1967)
- Leptogamasus septimellus Athias
- Leptogamasus serruliger (Athias, 1967)
- Leptogamasus stipulodimissus Athias-Henriot, 1979
- Leptogamasus succineus (Witalinski, 1973)
- Leptogamasus suecicus Trägårdh, 1936
- Leptogamasus tintinellus (Athias, 1967)
- Leptogamasus variabilis Juvara-Bals, 1981